# 中国辐射防护研究院
中国辐射防护研究院，简称中辐院，位于中華人民共和國山西省太原市学府街，是中华人民共和国唯一一家专门从事辐射防护研究与应用的综合科研机构，职員逾1,100名，其中高级研究人员逾280名，中科院院士一人。
中辐院目前隶属于中国核工业集团公司。

## 历史沿革
- 1961年3月，第二机械工业部与卫生部共同决定筹建工业卫生研究所。
- 1962年3月，第二机械工业部决定，由中国科学院高能研究所放射生物研究室、放射化学研究室与技术安全研究室部分人员及全国各地派出支援的专家组成北京工业卫生所。
- 1962年7月13日，时任国务院副总理聂荣臻批示，将北京工业卫生研究所、华北原子能研究所及山西省放射医学研究所合并，组建华北工业卫生研究所，隶属于第二机械工业部，定址山西省太原市。
- 1964年10月，北京工业卫生研究所搬迁太原，统一建制。
- 1977年11月25日，更名为华北辐射防护研究所，亦称华北第七研究所。
- 1983年10月7日，更名为核工业部第七研究所，对外称核工业部辐射防护研究所。
- 1988年10月，更名为中国辐射防护研究院。[2][3]

## 机构设置
中国辐射防护研究院下设6个研究所：
- 保健物理研究所
- 核应急与核安全研究所
- 放射医学与环境医学研究所
- 核环境科学研究所
- 三废治理研究所
- 环境工程技术研究所
- 生物材料研发中心

3个科技产业公司：
- 山西中辐科技有限公司
- 山西中辐核仪器有限责任公司
- 太原瑞普辐照技术厂[4]